# Paul Natali
Paul Natali   (Sent Ginièis de Malgoiriés, 13 de novembre de 1933 - Bastia, 31 de març de 2020) fou un empresari i polític cors. Directiu de l'empresa BTP, presidí la Cambra de Comerç de l'Alta Còrsega i del SIVOM. Va ser conseller general de Borgo, i membre de l'Assemblea de Còrsega a les eleccions de 1992 per una fracció dissident del RPR. Posteriorment fou president del Consell General de l'Alta Còrsega de 1992 a 1998 i senador pel departament de l'Alta Còrsega de 1998 a 2005.